# 斯洛伐克武裝部隊
斯洛伐克共和國武裝部隊（斯洛伐克語：Ozbrojené sily Slovenskej Republiky）是斯洛伐克共和國的軍事武裝部隊，因應1993捷克斯洛伐克天鵝絨分離從捷克斯洛伐克軍隊中分離出來而建立。斯洛伐克於2004年加入北約 ，隨後於2006年結束徵兵制 。在2021年，斯洛伐克武裝部隊有18,531名軍職人員及4,208名文職人員。

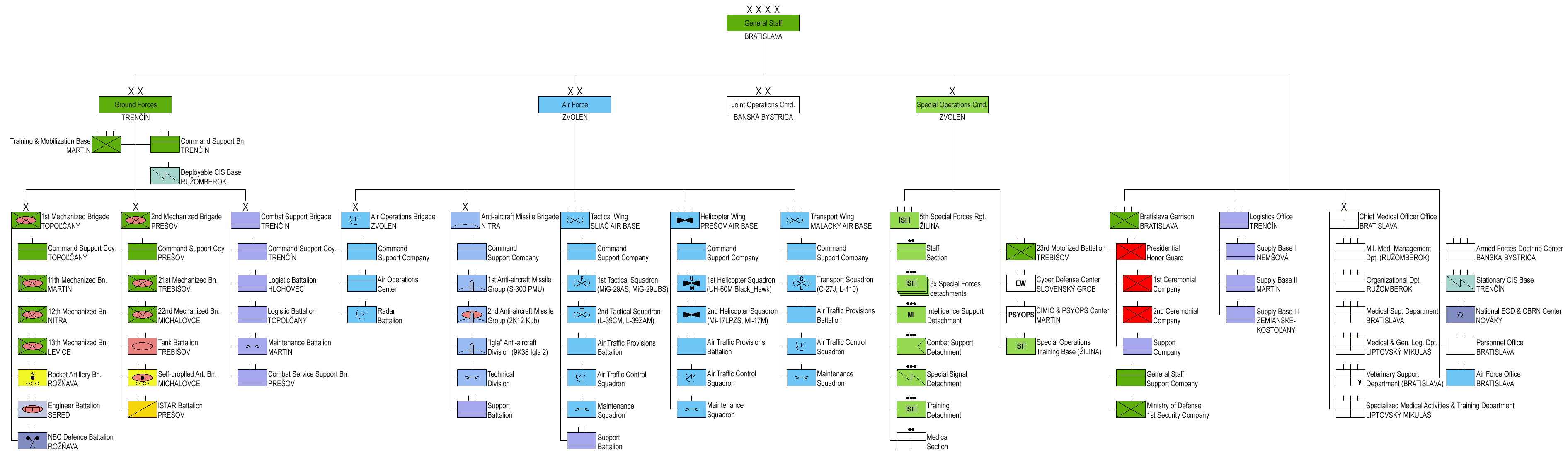
2021年斯洛伐克武裝部隊的組織架構

## 陸軍
- 陸軍司令部（特倫欽）
- 第一機械化步兵旅（托波爾恰尼）
  - 旅部連
  - 第十一機械化步兵營（馬丁）
  - 第十二機械化步兵營（尼特拉）
  - 第十三機械化步兵營（萊維采）
  - 火箭炮營（羅日尼亞瓦）
  - 工兵營（塞雷德）
  - 防化營（羅日尼亞瓦）
- 第二機械化步兵旅（普雷紹夫）
  - 旅部連
  - 坦克營（特雷比紹夫）
  - 第二十一機械化步兵營（特雷比紹夫）
  - 第二十二機械化步兵營（米哈洛夫采）
  - 自走炮營（米哈洛夫采）
  - 偵察營（普雷紹夫）
- 戰鬥支援旅（特倫欽）
  - 旅部連
  - 後勤營x2（赫洛霍韋茨、特倫欽）
  - 維修營（馬丁）
  - 戰鬥支援營（普雷紹夫）

## 空軍
斯洛伐克空軍有一支戰鬥機聯隊（2022年8月至2023年12月期間暫停執行防空職務，期間鄰國波蘭和捷克將會暫時協助防守領空。）、一支直升機聯機及一支防空飛彈旅，擁有約二十架定翼機及十架直升機，部署在三個主要空軍基地：馬拉茨基空軍基地、斯利亞奇空軍基地、普雷紹夫空軍基地。洛伐克空軍是北約綜合防空系統的一部分。

## 特種部隊
- 第五特種作戰團[9][10]
- 第二十三摩托化營
- 網絡防衛部隊
- 軍民合作與心理行動中心
- 特種作戰訓練中心

## 軍事行動
目前，斯洛伐克在塞浦路斯部署了169名軍事人員用於聯合國領導的和平行動，也在波士尼亞與赫塞哥維納部署了41名軍人用於歐盟軍阿爾泰亞行動。自1993年獨立以來，計有60名軍人於北約和聯合國的任務期間殉職（截至2018年4月30日）。

## 圖集

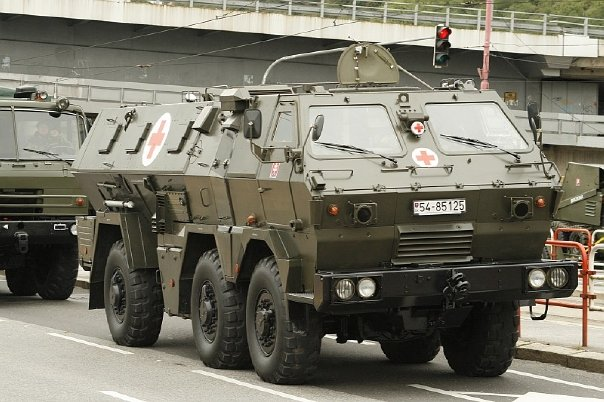
輪式裝甲車Tatrapan
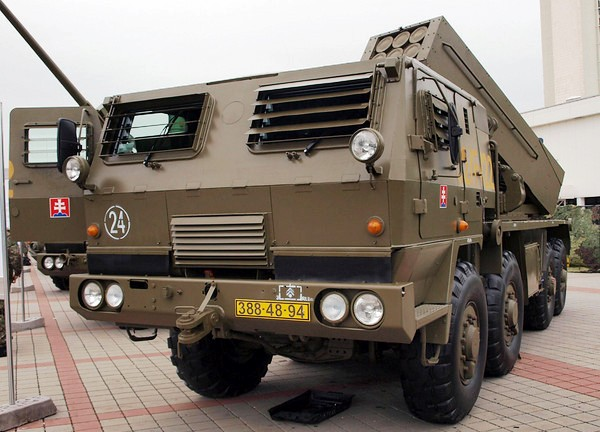
RM-70（英语：RM-70_multiple_rocket_launcher）多管火箭炮
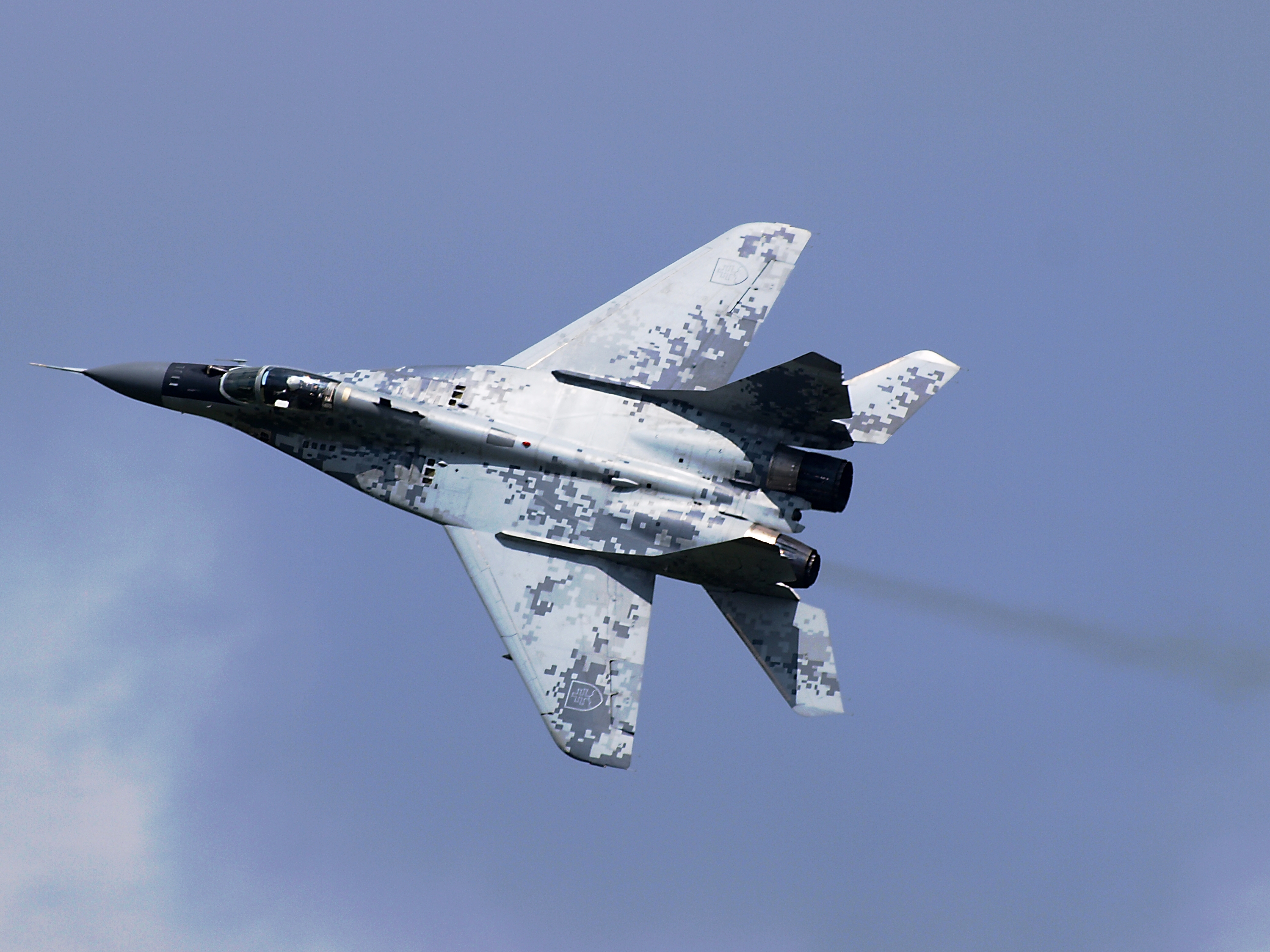
米格-29多用途戰鬥機（已退役[8]）
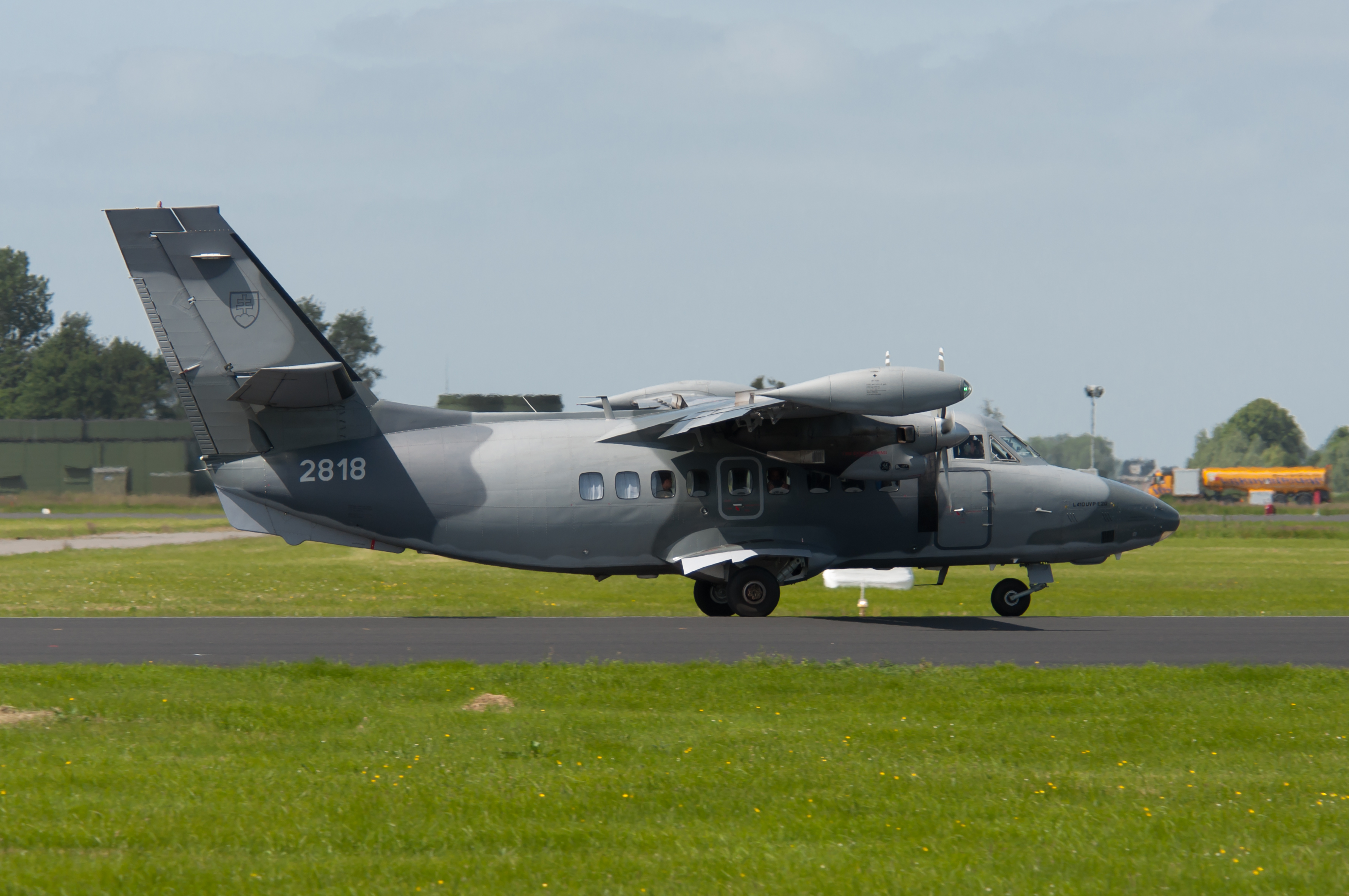
Let L-410運輸機
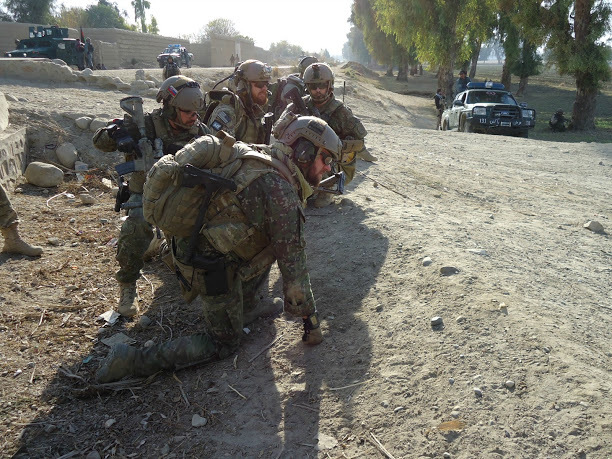
第五特種作戰團在東阿富汗
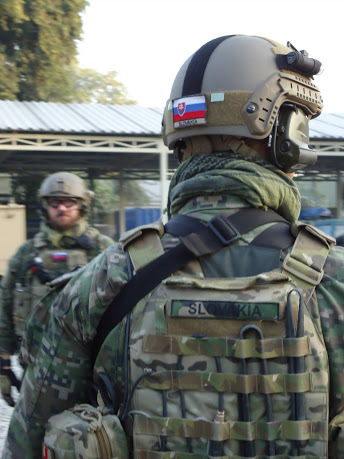
在東阿富汗執行任務
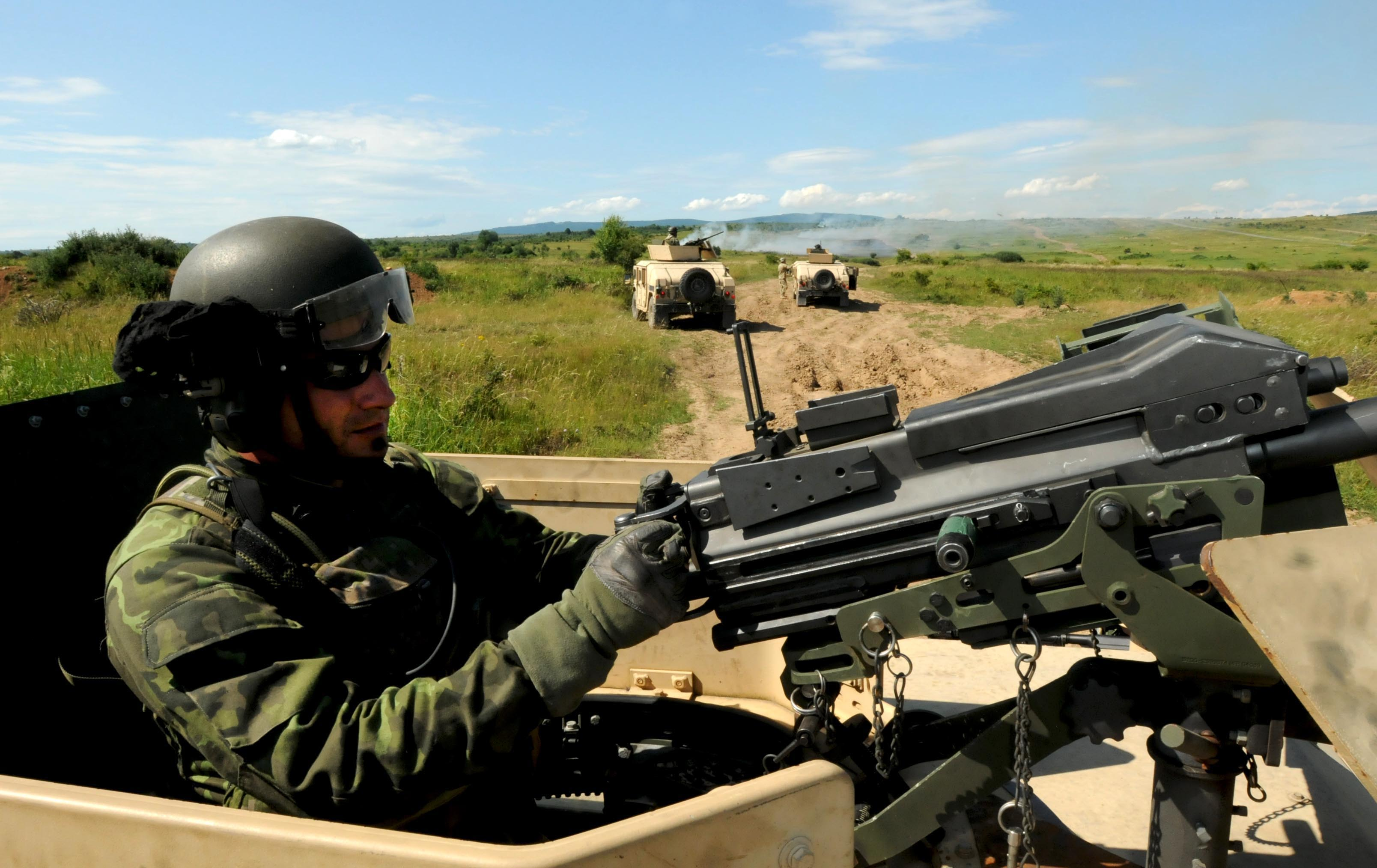
一名第五特種作戰團的成員在悍馬軍車內執行任務
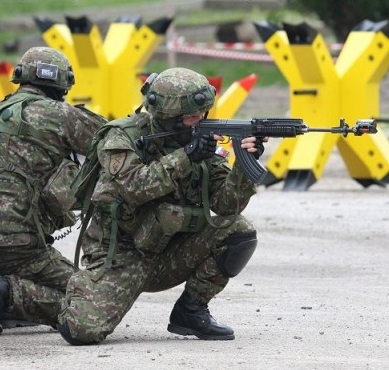
第十二機械化步兵營

## 外部連結
- 國防部官方網站 （页面存档备份，存于）
- Armed Forces of the Slovak Republic （页面存档备份，存于） （斯洛伐克語）